# NGC 7434
NGC 7434 (другие обозначения — PGC 70145, MCG 0-58-16, ZWG 379.17, NPM1G −01.0581) — галактика в созвездии Рыбы.
Этот объект входит в число перечисленных в оригинальной редакции «Нового общего каталога».